# Guardia Costera de Japón

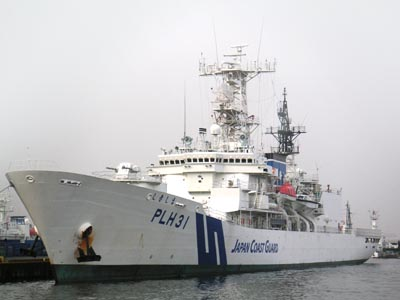
Guardacostas "Shikishima (PLH 31)" el buque guardacostas más largo del mundo.

La Guardia Costera de Japón (GCJ) (海上保安庁 Kaijō Hoan-chō?), anteriormente llamada Agencia de Seguridad Marítima, es el cuerpo de policía responsable de la vigilancia y protección de las fronteras marítimas de Japón. Fue fundada en 1948, cuenta con alrededor de 12 000 miembros, y es administrada por el Ministerio de Tierras, Infraestructura, Transporte y Turismo de Japón.

## Panorámica
El deber de la GCJ es garantizar la seguridad en el mar, que es proporcionada a través de los siguientes servicios:
- Policía y patrullaje marítimo. Patrulla las aguas territoriales de Japón y su zona económica exclusiva de aproximadamente 4470000 km².[1]
  - Contramedidas frente al contrabando e inmigración ilegal.
  - Contramedidas frente a la piratería.
  - Contra Terrorismo.
  - Seguridad frente a Conflictos marítimos – Incluye al equipo de guardia especial.
  - Vigilancia de operaciones ilegales frente a barcos pesqueros extranjeros.
  - Contramedidas frente a embarcaciones sospechosas y/o barcos espía.
  - Hacer frente a actos ilícitos de buques de investigación oceanografía extranjeros.
  - Patrullar y salvaguardar las aguas cercanas a las islas Sensaku, Dokdo/Takeshima y territorios al norte.
- Búsqueda y rescate.
- Vigilancia oceanográfica e hidrográfica.
- Gestión de Tráfico Marítimo.

## Organización

### Cuartel Nacional

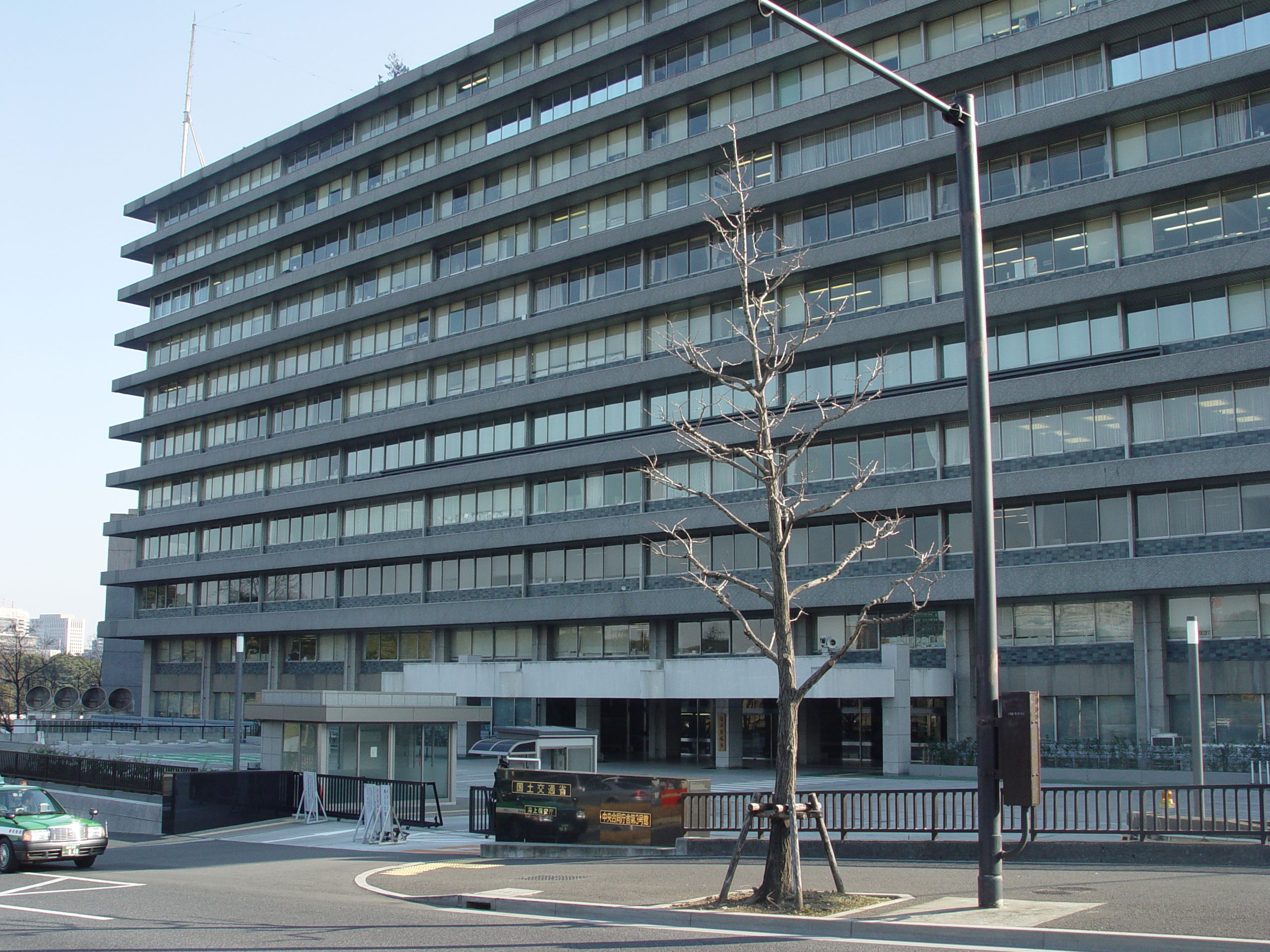
Edificio Principal del Ministerio de Tierras, Infraestructura, Transporte y Turismo de Japón en Kasumigaseki, bajo el cual opera y tiene su cuartel.

La guardia Costera de Japón es liderada por el comandante Kitamura Takashi y dos vicecomandantes. Oficiales de menor rango incluyen al director general, directores e inspectores generales.
Organización (a partir del 1 de abril de 2009):
- Comandante
  - Vicecomandante
  - Vicecomandante de Operaciones
- Inspector general administrativo
- Departamento de Administración
- Centro de Investigación de la Guardia Costera
- Departamento de Equipamiento Y Tecnología
- Departamento de Vigilancia y rescate
- Departamento Hidrográfico y Oceanográfico
- Departamento de Tráfico Marítimo
- Academia de la Guardia Costera (Kure)
- Escuela de la Guardia Costera (Maizuru)
- Sucursal de la escuela en Moji (Kitakyushu)
- Sucursal de la escuela en Miyagi (Iwanuma)

La Academia de la Guardia Costera de Japón es una institución académica con programa de entrenamiento de cuatro años, ubicada en Kure, Prefectura de Hiroshima. Establecida conjuntamente con la guardia costera con el propósito de formar a futuros oficiales. Los graduados reciben una licenciatura al graduarse. Alrededor de 40 cadetes se gradúan de la academia cada año.
La GCJ mantiene dos unidades de Fuerzas Especiales:
- El Equipo Especial de Seguridad (SST) (特殊警備隊 Tokushu Keibi Tai?) y
- El Equipo Especial de Rescate (SRT) (特殊救難隊 Tokushu Kyūnan Tai?).

## Historia
Fundada en 1948 como la Agencia de Seguridad Marítima de Japón, su nombre fue cambiado a Guardia Costera de Japón en abril del 2000. En 1950, la agencia de Seguridad marítima envió dragaminas a la península de Corea bajo la bandera de las Naciones Unidas durante la guerra de Corea.
El 22 de diciembre de 2001, barcos de la GCJ interceptaron una embarcación con bandera china, la cual se creía que era norcoreana en principio, navegando en la zona económica exclusiva de Japón entre Kyushu y China. Cuando la embarcación se negó a responder, la Guardia Costera la atacó, y la embarcación respondió atacando también, teniendo como resultado un intercambio de disparos. La embarcación no identificada se hundió en la zona económica exclusiva de China. El barco, más tarde rescatado por el GCJ, estaba cargado con armas y equipo de espionaje. El pecio y su contenido fueron puestos en exhibición en el Museo de la Guardia Costera japonesa en Yokohama.

## Regiones Operacionales

Mapa de la división de jurisdicciones entre las 11 regiones.

Con su cuartel general en Tokio, la GCJ tiene dividida a la nación en once regiones para facilitar las operaciones de vigilancia. En cada región hay un cuartel general regional, bajo el cual hay varias oficinas, estaciones de guardacostas, estaciones aéreas, observatorios hidrográficos y otras dependencias.
- 1.º Cuartel Regional de Guarda Costas: Otaru (Hokkaidō) (incluyendo a las Islas Kuriles)
- 2.º Cuartel Regional de Guarda Costas: Shiogama (Miyagi)
- 3.º Cuartel Regional de Guarda Costas: Yokohama
- 4.º Cuartel Regional de Guarda Costas: Nagoya
- 5.º Cuartel Regional de Guarda Costas: Kobe
- 6.º Cuartel Regional de Guarda Costas: Hiroshima
- 7.º Cuartel Regional de Guarda Costas: Kitakyūshū
- 8.º Cuartel Regional de Guarda Costas: Maizuru (Kyoto)
- 9.º Cuartel Regional de Guarda Costas: Niigata, Niigata
- 10.º Cuartel Regional de Guarda Costas: Kagoshima
- 11.º Cuartel Regional de Guarda Costas: Naha, Okinawa (incluyendo a las Islas Senkaku)

## Equipamiento

### Embarcaciones
La GCJ opera 455 embarcaciones:
- Buques de Patrullaje: 121
- Botes de Patrullaje: 234
- Embarcaciones de Rescate: 63
- Embarcaciones de reconocimiento hidrográfico: 13
- Barcos de ayuda a la navegación: 1
- Buques Balizadores: 2
- Embarcaciones Auxiliares: 18
- Botes de entrenamiento: 3

### Aeronaves
La Guardia Costera opera 73 aeronaves.
- Ala fija: 27
- Helicópteros: 46

### Galería

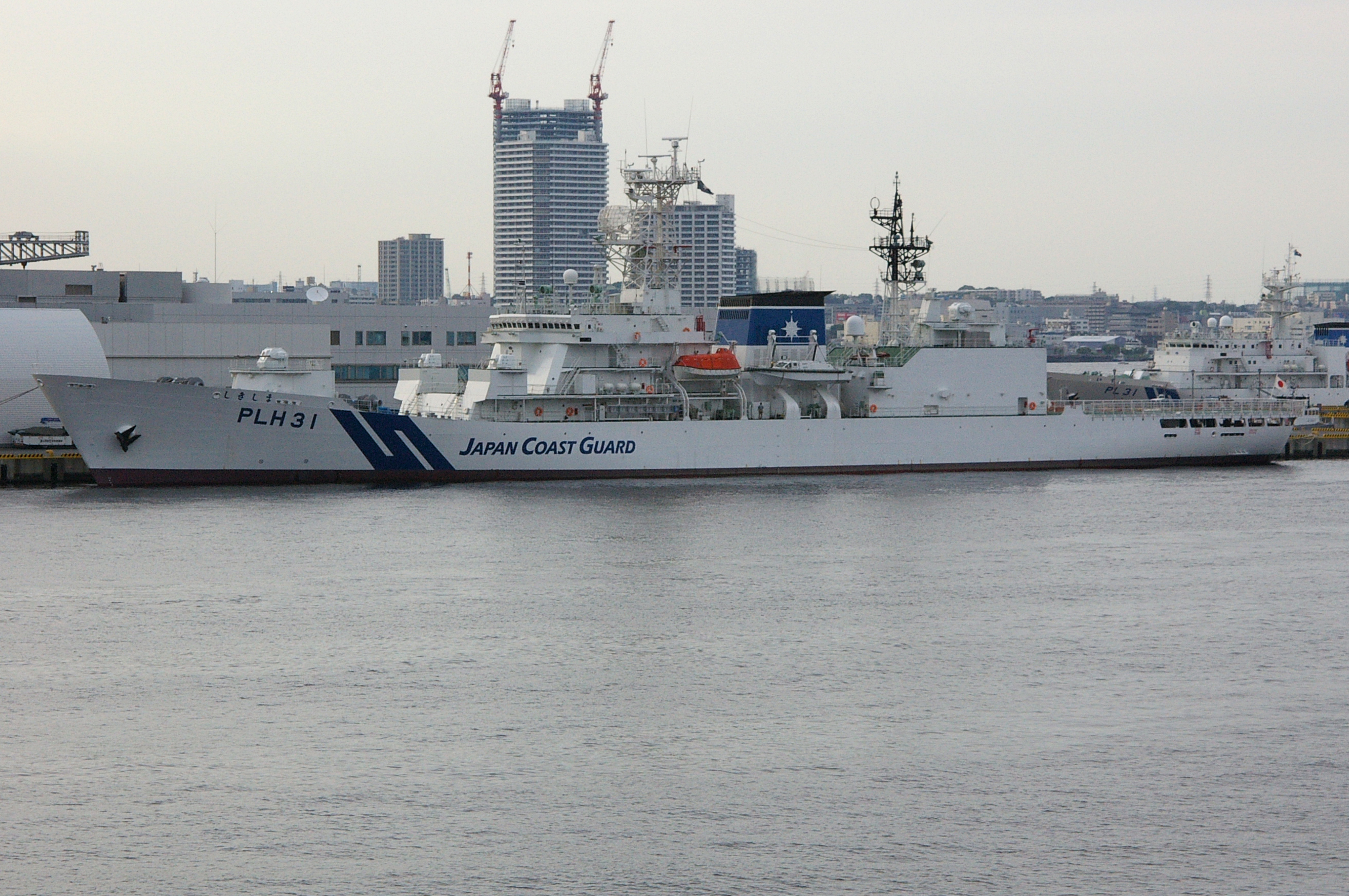
PLH31 Shikishima
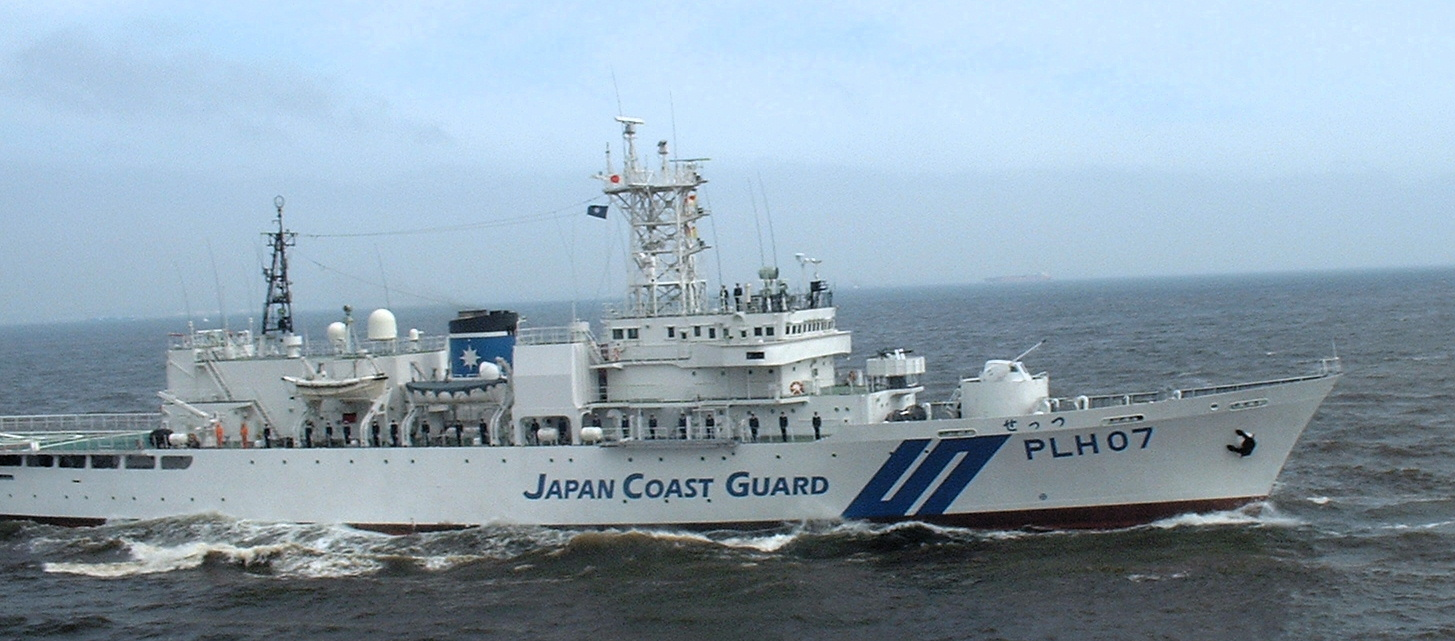
PLH07
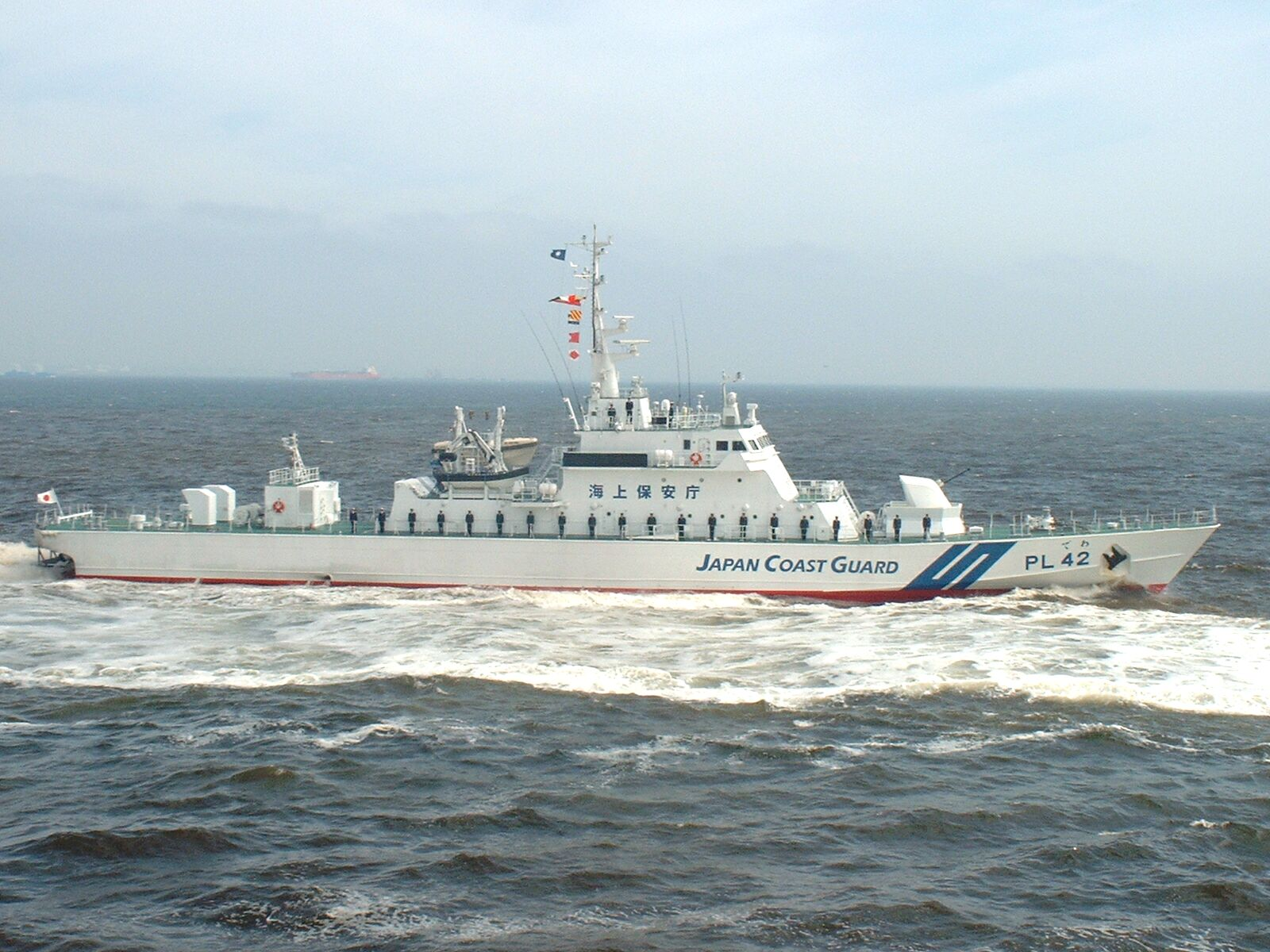
PL42
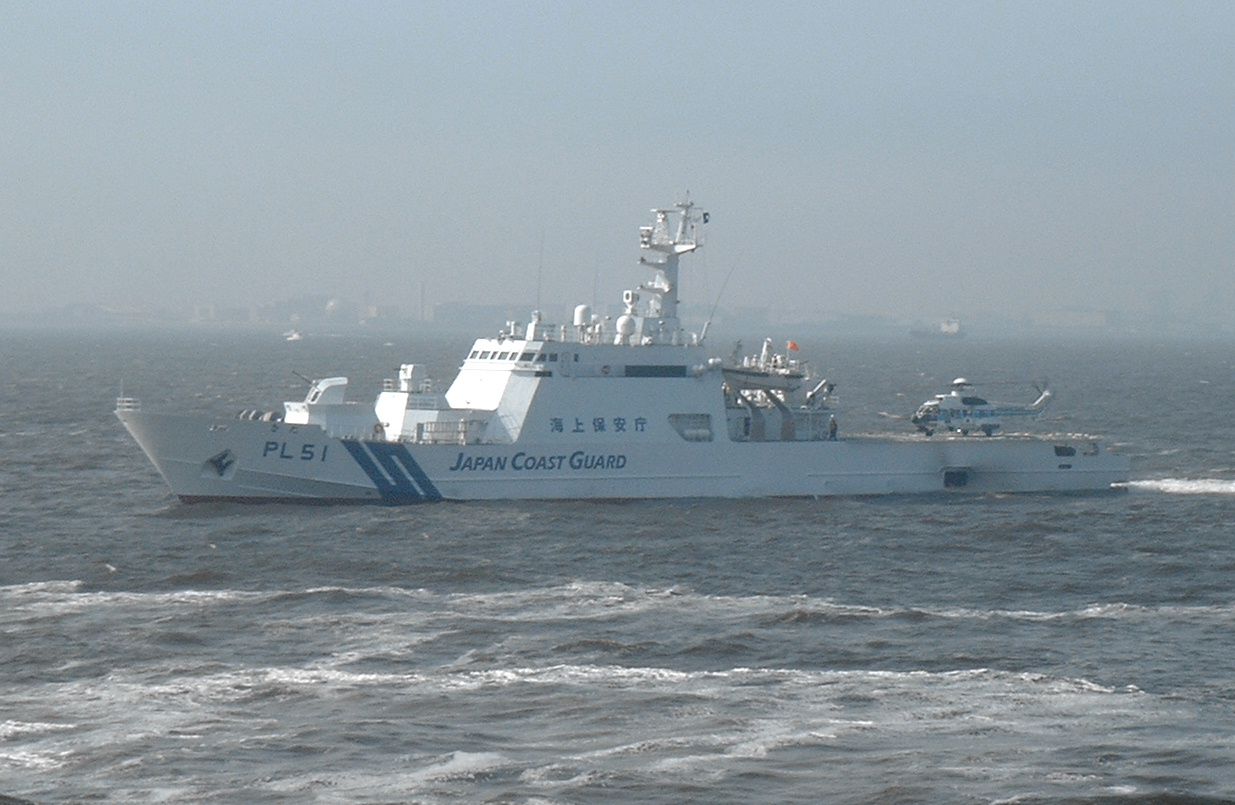
PL51（ひだ；Hida）
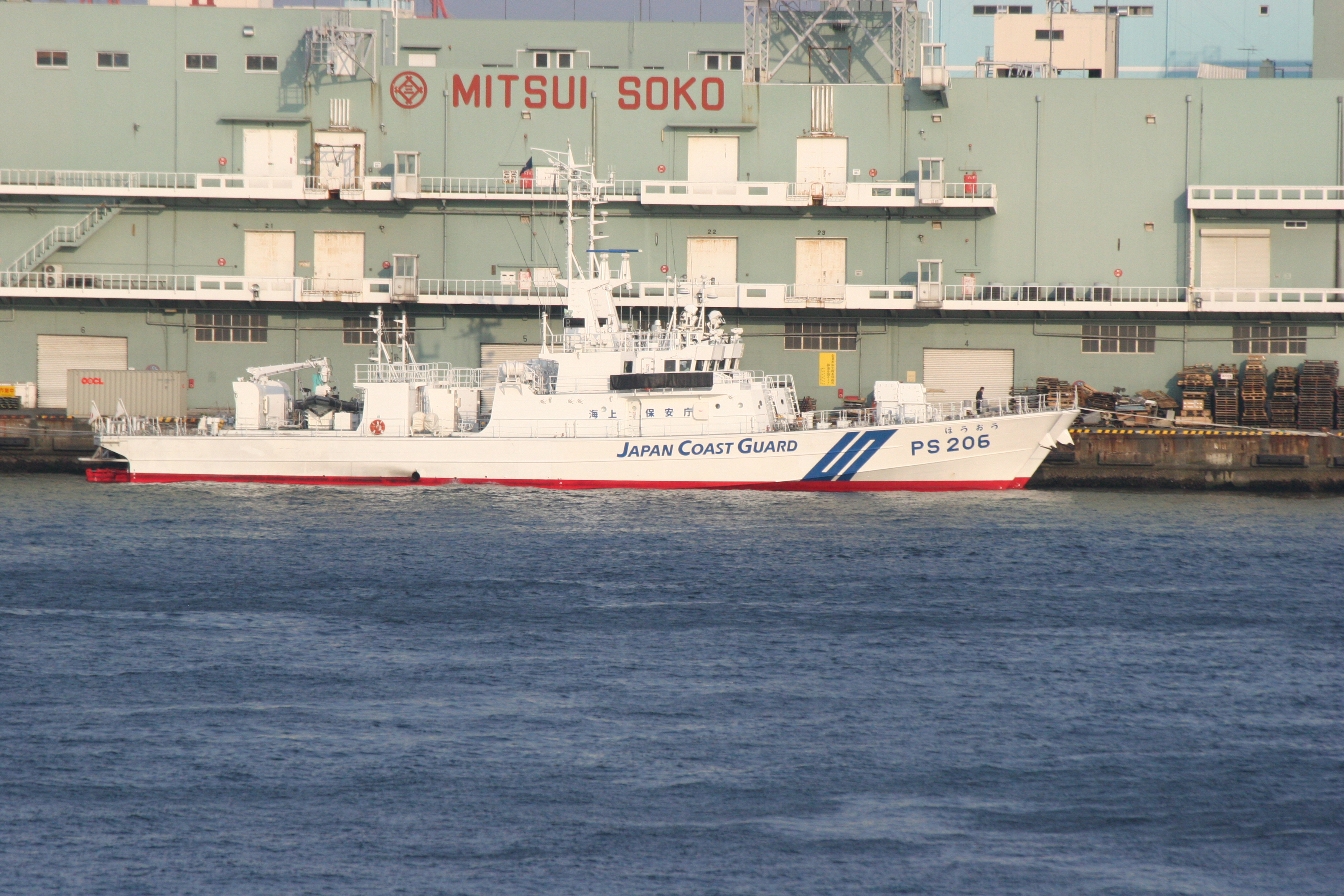
PS206 Houou
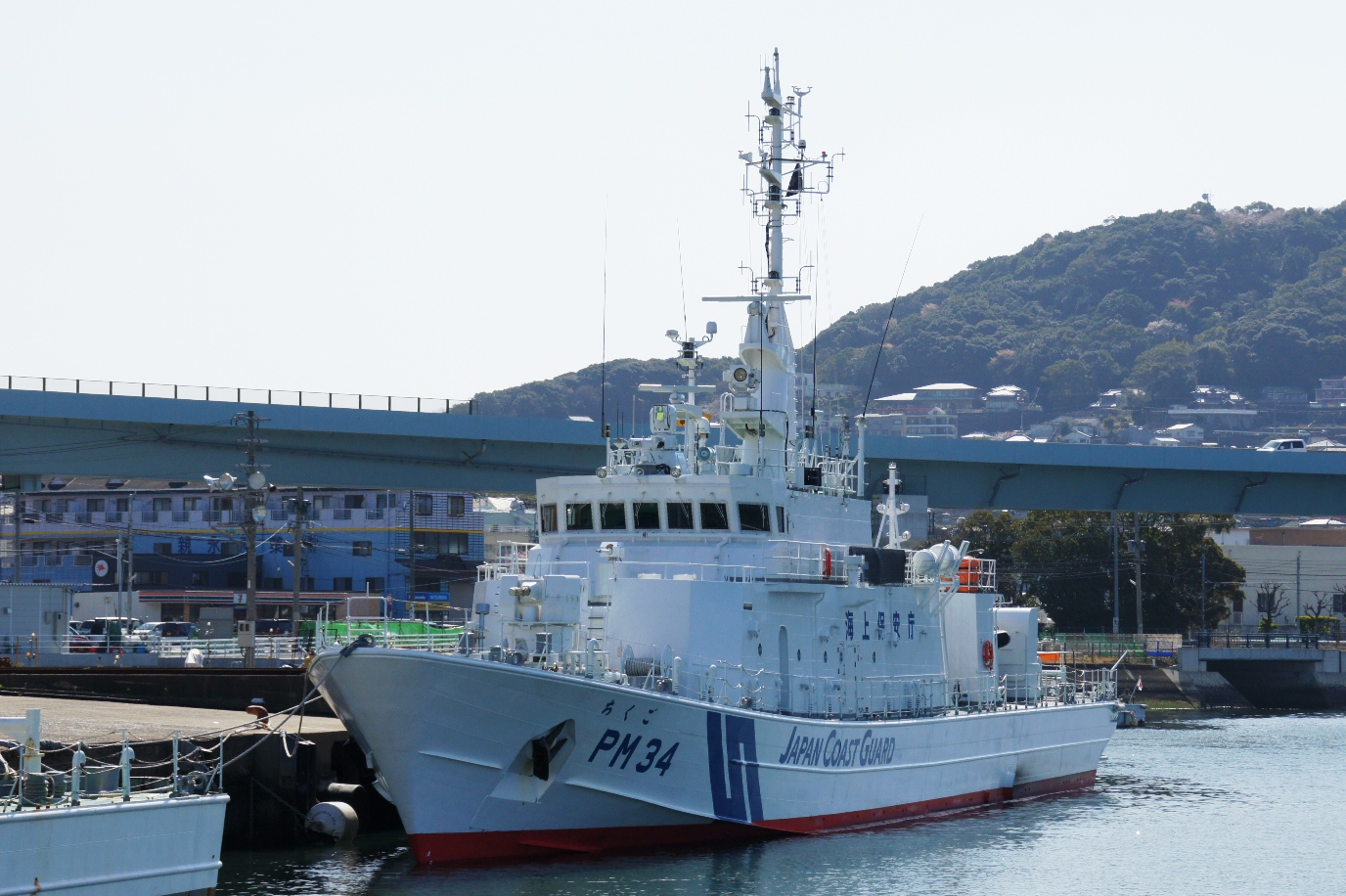
PM34
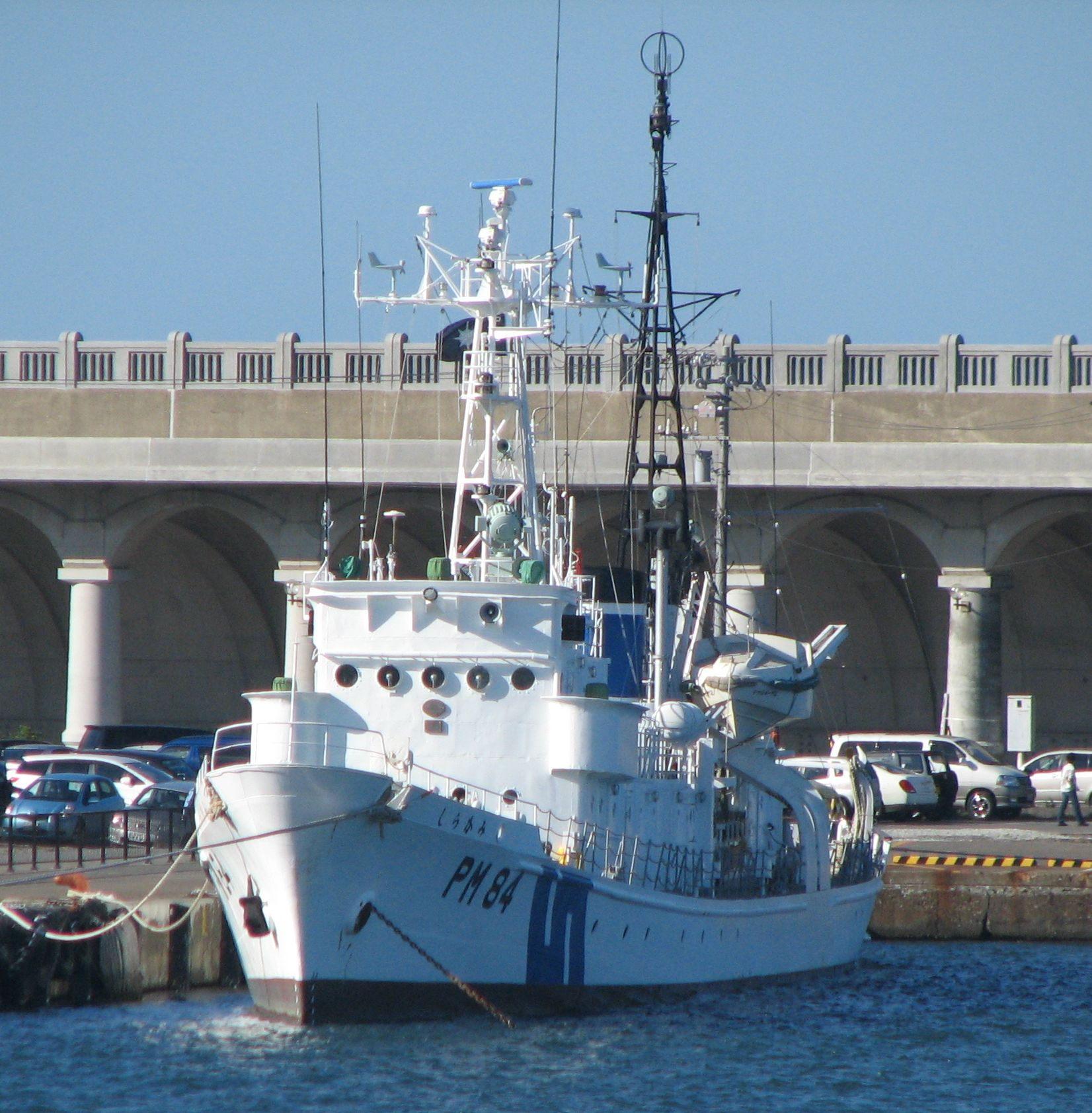
PM84 Shirakami
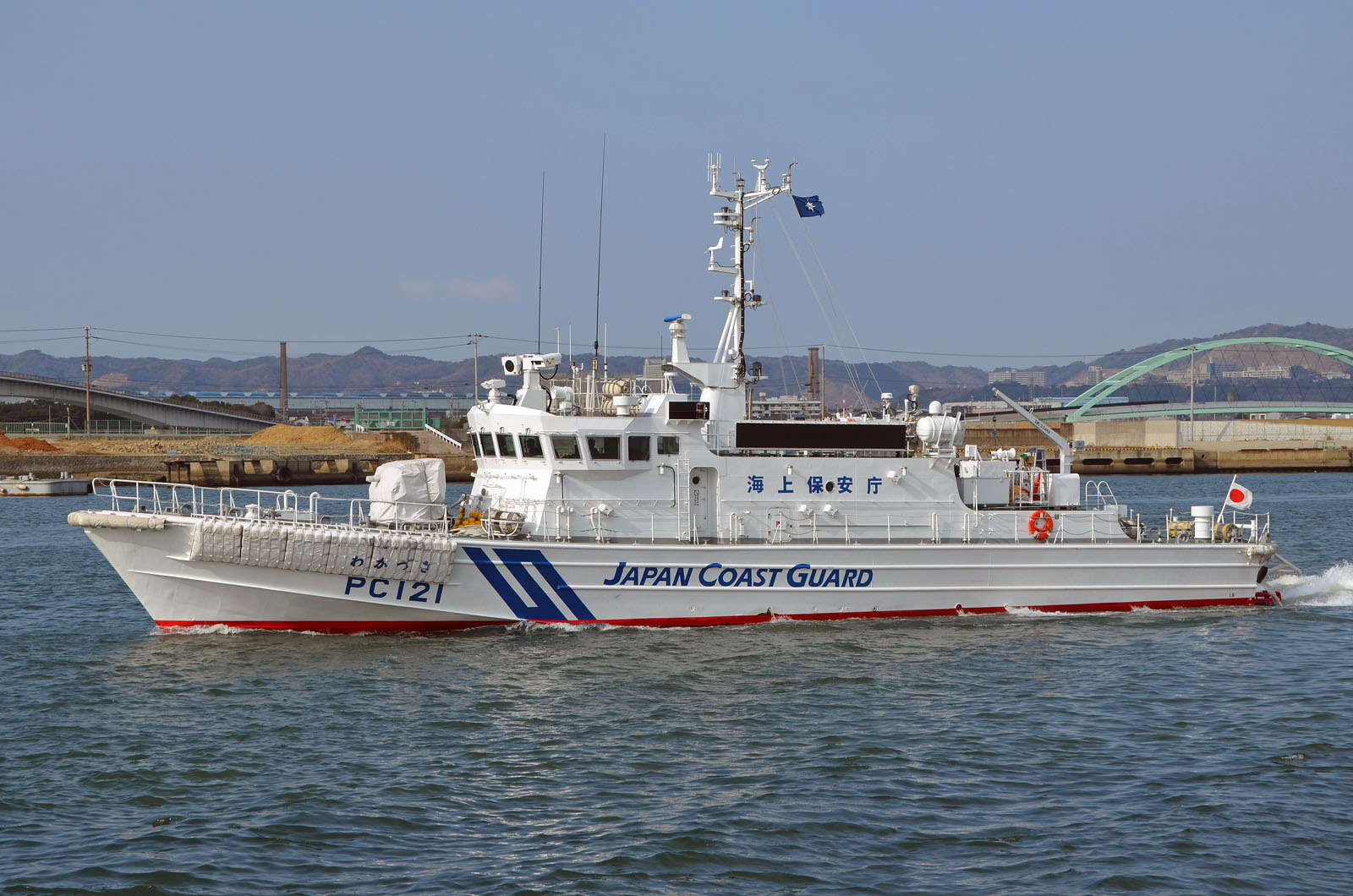
PC121 Wakazuki
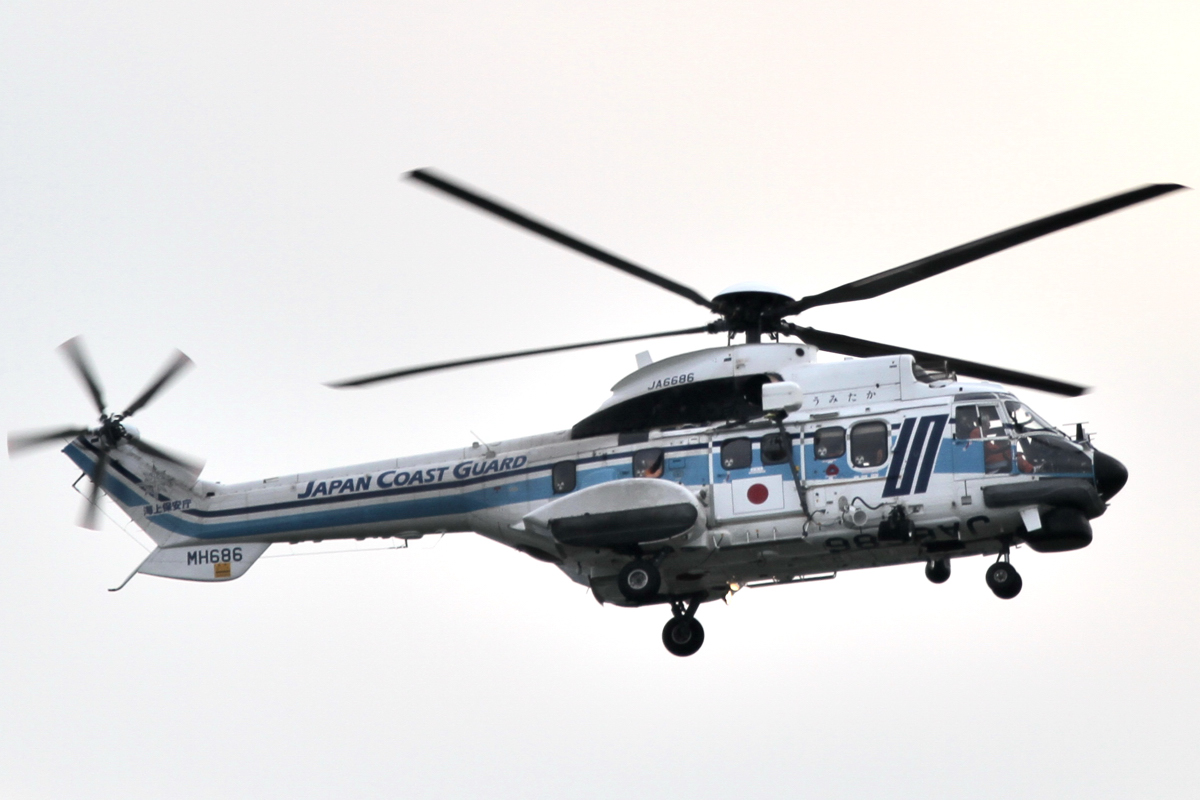
Eurocopter AS322L1 Super Puma
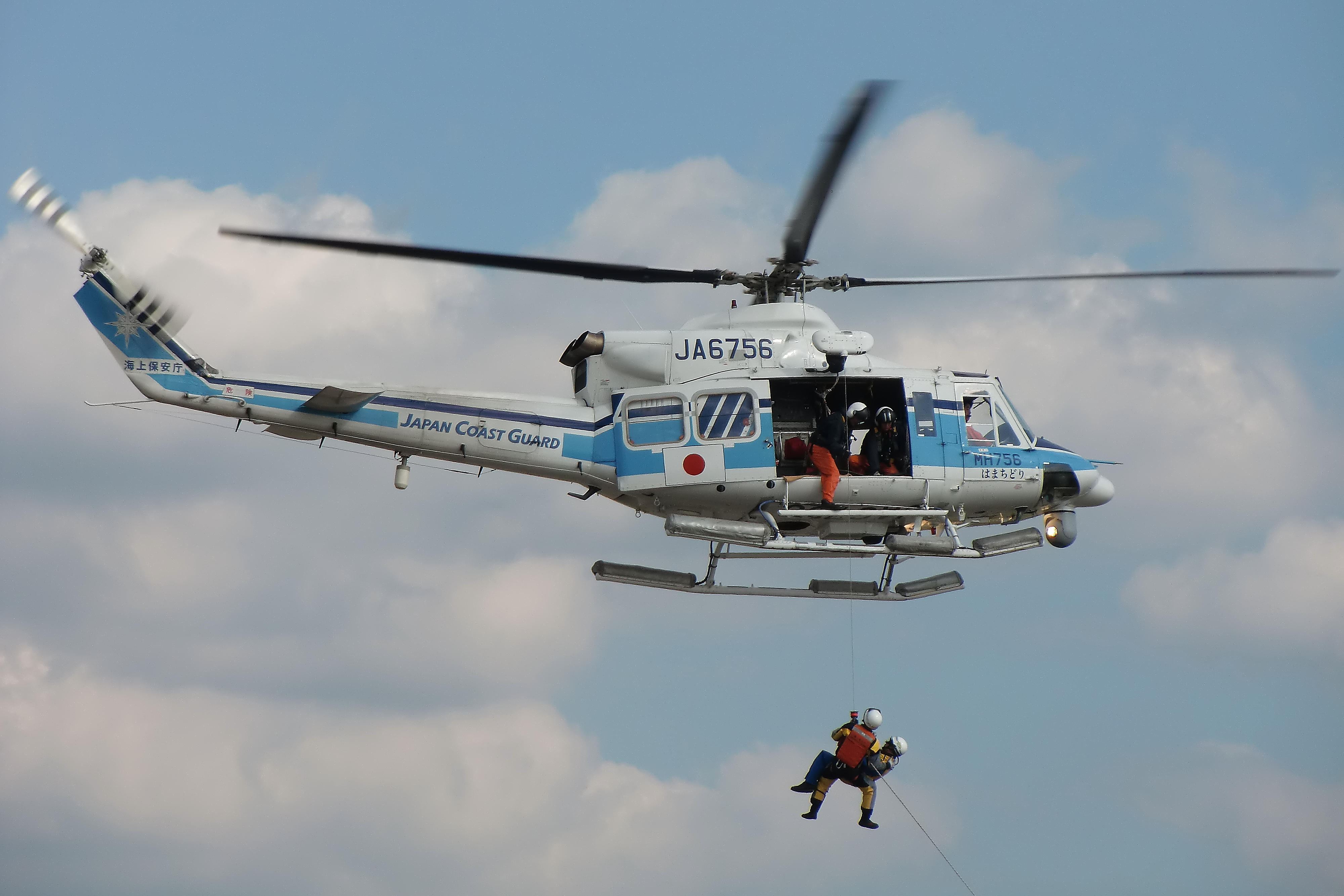
Bell 412EP
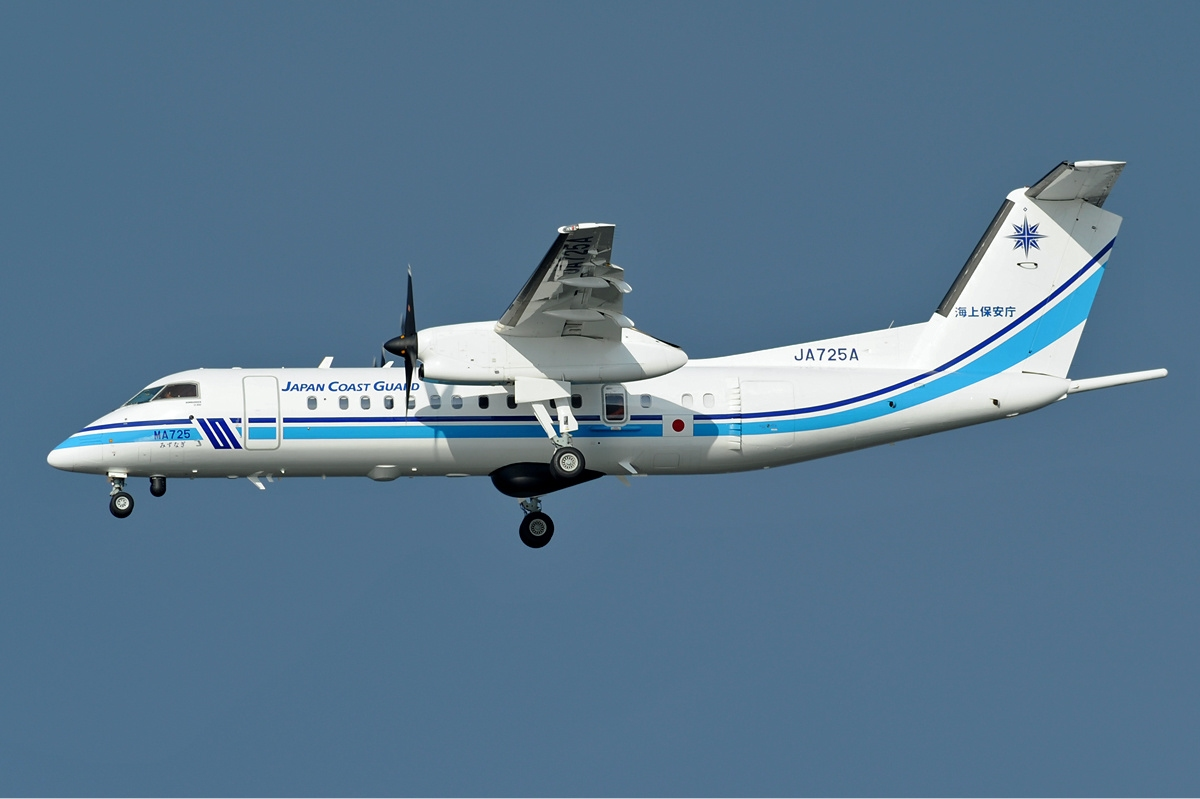
Aeronave DHC-8 Q300